# ABC (アルバム)
『ABC』は、ジャクソン5が1970年に発表した2作目のアルバム。

## 解説
収録曲のうち4曲は、ザ・コーポレーションがジャクソン5のために書き下ろした楽曲で、「ABC」と「小さな経験」は、シングルとして全米1位を獲得した。また、ミラクルズ、スティーヴィー・ワンダー、ザ・デルフォニックス、ファンカデリック、シュープリームスのカヴァーも収録されている。前作に引き続き、『ビルボード』誌のR&Bチャートで1位を獲得。総合チャートのBillboard 200では4位に達した。
2001年には、前作『帰ってほしいの』（1969年）の全12曲と、ボーナス・トラック「オー・アイヴ・ビーン・ブレスト」を追加した合計25曲入りのアルバム『Diana Ross Presents The Jackson 5 / ABC』として再発された。

## 収録曲
1. 小さな経験 - "The Love You Save" (The Corporation) - 2:59
2. ワン・モア・チャンス - "One More Chance" (The Corporation) - 2:56
3. ABC - "ABC" (The Corporation) - 2:55
4. 2-4-6-8 - "2-4-6-8" (Pam Sawyer, Gloria T. Jones) - 2:55
5. アイム・ザ・ワン - "(Come 'Round Here) I'm the One You Need" (Holland - Dozier - Holland) - 2:40
6. ドント・ノウ・ホワイ - "Don't Know Why I Love You" (Don Hunter, Stevie Wonder, Lula Hardaway, Paul Riser) - 3:46
7. 夢の中の君 - "Never Had a Dream Come True" (Henry Cosby, S. Wonder, Sylvia Moy) - 2:57
8. トゥルー・ラヴ - "True Love Can Be Beautiful" (Bobby Taylor, Jeanna Jackson, Leonard Caston) - 3:24
9. ララは愛の言葉 - "La-La (Means I Love You)" (Thomas Bell, William Hart) - 3:27
10. アイル・ベット・ユー - "I'll Bet You" (George Clinton, Sylvia Barnes, Theresa Lindsey) - 3:16
11. アイ・ファウンド・ザット・ガール - "I Found That Girl" (The Corporation) - 2:56
12. ヤング・フォークス - "The Young Folks" (George Gorgy, Allen Story) - 2:49